# Caligula ryukyensis
Caligula ryukyensis är en fjärilsart som beskrevs av Inoue 1984. Caligula ryukyensis ingår i släktet Caligula och familjen påfågelsspinnare. Inga underarter finns listade i Catalogue of Life.